# Landesregierung Jógvan Sundstein II
Die zweite Landesregierung mit Jógvan Sundstein als Ministerpräsident an der Spitze war zugleich die fünfzehnte Regierung der Färöer nach Erlangung der inneren Selbstverwaltung (heimastýri) im Jahr 1948.

## Regierung
Die Regierung wurde am 22. Juni 1989 gebildet und bestand bis zum 15. Januar 1991. Sie setzte sich aus einer Dreierkoalition von Fólkaflokkurin, Tjóðveldisflokkurin und Sambandsflokkurin zusammen.
Jógvan Sundstein vom Fólkaflokkurin führte als Ministerpräsident die Regierung an. Darüber hinaus  war er auch für Auswärtiges und Soziales zuständig.
Signar Hansen vom Tjóðveldisflokkurin war stellvertretender Ministerpräsident und Minister für Bildung, Kultur und Umwelt.
Olaf Olsen vom Fólkaflokkurin war Minister für Industrie, Gesundheit  und Landwirtschaft, Jógvan I. Olsen vom Sambandsflokkurin Minister für Fischerei und Energie, Ivan Johannesen vom Sambandsflokkurin Minister für Finanzen, Seeschifffahrt sowie Kommunales und schließlich Jóngerð Purkhús vom Tjóðveldisflokkurin Ministerin für Wirtschaft, Verkehr und Nordische Angelegenheiten.
Die Regierungskoalition Sundstein II war im Wesentlichen eine Fortsetzung der Vorgängerkoalition von Fólkaflokkurin und Tjóðveldisflokkurin. Lediglich die beiden kleinen Koalitionspartner, Sjálvstýrisflokkurin und Kristiligi Fólkaflokkurin, wurden durch den Sambandsflokkurin ersetzt.
Die Regierungskoalition zerbrach Anfang Oktober 1990, als die ersten Anzeichen der schweren Finanz- und Wirtschaftskrise, die die Färöer in der ersten Hälfte der 1990er Jahre erfasste, bemerkbar machten. Es wurden Neuwahlen für den 17. November 1990 angesetzt, die Atli Dams Sozialdemokraten wieder an die Macht brachten. Als großer Koalitionspartner war der Fólkaflokkurin jedoch mit drei Ministern, darunter Jógvan Sundstein als stellvertretender Ministerpräsident, darin weiter vertreten.

## Mitglieder
Mitglieder der Landesregierung Jógvan Sundstein II vom 22. Juni 1989 bis zum 15. Januar 1991:
| Aufgabenbereich                                          | Minister         | Minister | Partei                  |
| -------------------------------------------------------- | ---------------- | -------- | ----------------------- |
| Ministerpräsident (Løgmaður) Auswärtiges und Soziales    | Jógvan Sundstein |          | A – Fólkaflokkurin      |
| stellvertr. Ministerpräsident Bildung, Kultur und Umwelt | Signar Hansen    |          | E – Tjóðveldisflokkurin |
| Industrie, Gesundheit und Landwirtschaft                 | Olaf Olsen       |          | A – Fólkaflokkurin      |
| Fischerei und Energie                                    | Jógvan I. Olsen  |          | B – Sambandsflokkurin   |
| Finanzen, Seeschifffahrt sowie Kommunales                | Ivan Johannesen  |          | B – Sambandsflokkurin   |
| Wirtschaft, Verkehr und Nordische Angelegenheiten        | Jóngerð Purkhús  |          | E – Tjóðveldisflokkurin |